# NAM
NAM (английское сокращение от Vietnam, альтернативное название — Napalm) — компьютерная игра 1998 года, повествующая о войне во Вьетнаме. У игры есть продолжение — World War II GI (1999).
В 2014 году компания Night Dive Studios выпустила переиздание игры для современных игровых платформ (Linux, macOS, Windows) через систему цифровой дистрибуции Steam.

## Сюжет
Игра разделена на 34 миссии, сгруппированные в четыре эпизода. Игрок выступает в роли сержанта Морской пехоты США Алана «Медведя» Уэстморленда (англ. Alan "the Bear" Westmoreland, примечательно, что такую же фамилию носил командующий американскими войсками во Вьетнаме в 1964—1968 годах Уильям Уэстморленд). Главный персонаж был подвержен генетическим экспериментам для усиления своей боеспособности. Чтобы подтвердить успех экспериментов, его направляют в составе небольших боевых групп на различные задания.
Игровой процесс основан на прохождении уровней. В отличие от большинства шутеров тех лет, в игре присутствовали открытые пространства, враги не выходили группами на игрока, а часто прятались за деревьями и в густой растительности. Местность усеяна минами, на вышках находились снайперы, которые легко могли пристрелить игрока задолго до того как он их замечал. Часто проходили миномётные обстрелы и авиаудары, способные убить нерасторопного игрока.

## Разработка
NAM появилась как развитие идей, воплощённых командой разработчиков TNT Team (Reactor4) в моде-конверсии Platoon для игры Duke Nukem 3D. В GT Interactive заметили талант этой команды и доверили им создать игру на базе наработок Platoon, но на более профессиональном уровне и с использованием исходных кодов Build Engine от Мэта Сеттлера (продюсера игры Blood). Консультантом по игре был сержант морской пехоты США Дэн Снайдер (англ. Dan Snyder). В версии движка для этой игры был незначительно модифицирован CON-язык. В игре появилась трава и создавалась иллюзия движения этой травы от ветра.

## Критика
| Сводный рейтинг    | Сводный рейтинг |
| Агрегатор          | Оценка          |
| ------------------ | --------------- |
| GameRankings       | 39 %            |
| Иноязычные издания |                 |
| Издание            | Оценка          |
| AllGame            | [ 6 ]           |
| GameSpot           | 4/10            |
| IGN                | 3/10            |
| PC Gamer (US)      | 53 %            |

NAM получил низкие оценки среди игровой прессы, усреднённый рейтинг агрегатора GameRankings на основе 9 рецензий составил 39 %.